# 堂崎城
堂崎城（どうざきじょう）は、鹿児島県長島町城川内（じょうかわうち）にあった日本の城。

## 概要
城跡は東シナ海に面した堂崎鼻に所在しており、周辺には御城内・榎ノ丸・内馬場・本馬場・仮屋ノ上など当城に関連する地名が残っている。

## 歴史・沿革
元々は鎌倉時代から長島を支配した長島氏の居城である。長島氏は大蔵氏の一族であり、中世肥後国天草地方で勢力があった天草八氏の一に数えられていた。
室町時代末期になると肥後人吉の相良氏が長島に勢力を伸ばし始め、天文23年（1554年）7月、圧力に耐えかねた城主長島鎮真は当城を放棄し、薩州島津家を頼って出水に逃れた。その後、相良氏は本渡城主である天草尚種の弟天草越前正を当城に入れた。
永禄8年（1565年）薩州島津家第6代当主島津義虎は、叔父の島津忠兼に長島攻略を命じ、島津忠兼の率いる軍勢は3月23日に渡海して翌3月24日に当城は落城した。以後、長島は薩州島津家の領有となった。
なお、落城後は島津忠兼が居城としたが、落城から約3か月後の7月8日、讒訴により島津義虎から誅殺された。城跡にある若宮神社は島津忠兼を祭っている。
明暦3年（1657年）に長島郷が出水郷から分かれ、地頭仮屋が鷹巣に移されるまで、当地が長島の中心地であった。